# Sloanea sinemariensis
Sloanea sinemariensis là một loài thực vật có hoa trong họ Côm. Loài này được Aubl. miêu tả khoa học đầu tiên năm 1775.